# Neohylomys hainanensis
Neohylomys hainanensis é uma espécie de insetívoro da família Erinaceidae. Endêmica da China, pode ser encontrada apenas na ilha de Hainan. É a única espécie do gênero Neohylomys.